# 尼爾·柏格
尼爾·諾曼·柏格（英語：Neil Norman Burger）是一名美國男導演、製片人和編劇。他較知名的作品如電影《分歧者》（2014年），該片改編自薇若妮卡·羅斯的同名小說。此外，他也在《分歧者》後的兩部續集《分歧者2：叛亂者》（2015年）和《分歧者3：赤誠者》（2016年）中擔任執行製片人。

## 個人生活
柏格的妻子為建築師黛安娜·華納·凱洛格（Diana Warner Kellogg），他和妻子、家人都住在紐約市。

## 作品列表
| 標題                      | 年份 | 編劇 | 導演 | 監製 | 附註            |
| ------------------------- | ---- | ---- | ---- | ---- | --------------- |
| 《Books: Feed Your Head》 | 1991 | 否   | 是   | 否   | 電視迷你劇；3集 |
| 《肯尼迪刺殺證明》        | 2002 | 是   | 是   | 否   | 紀錄片          |
| 《魔幻至尊》              | 2006 | 是   | 是   | 否   |                 |
| 《追夢旅程》              | 2008 | 是   | 是   | 是   |                 |
| 《藥命效應》              | 2011 | 否   | 是   | 執行 |                 |
| 《The Asset》             | 2012 | 否   | 是   | 否   | 電視電影        |
| 《分歧者》                | 2014 | 否   | 是   | 否   |                 |
| 《分歧者2：叛亂者》       | 2015 | 否   | 否   | 執行 |                 |
| 《The Jury》              | 2016 | 否   | 是   | 否   | 電視電影        |
| 《金融戰爭》              | 2016 | 否   | 是   | 執行 | 電視劇；2集     |
| 《分歧者3：赤誠者》       | 2016 | 否   | 否   | 執行 |                 |
| 《活個精彩》              | 2017 | 否   | 是   | 否   |                 |
| 《一級任務》              | 2021 | 是   | 是   | 是   |                 |
| 《沼澤王的女兒》          | 2023 | 否   | 是   | 否   |                 |

## 外部連結
- Neil Burger在互联网电影资料库（IMDb）上的資料（英文）
- 尼爾·柏格的X（前Twitter）